# Абкайк (посёлок)
Абка́йк (араб. بقيق‎, Бука́йк) — поселение (закрытый жилой комплекс) в Саудовской Аравии с центром по переработке нефти. Расположен в Восточном административном районе в 60 километрах на юго-запад от городской агломерации Дахран-Эд-Даммам-Эль-Хубар и на север от одной из крупнейших песчаных пустынь мира, Руб-эль-Хали. Завод на территории поселения удаляет из нефти сероводород и нефтяной газ, делая нефть тем самым пригодной для перевозки на танкерах, являясь самым большим предприятием такого рода в мире.
Посёлок был построен в 1940-х годах компанией Арамко и насчитывает около полутора тысяч жителей (до 30 тысяч, если включать окрестное население).
Завод по первичной переработке нефти перерабатывает до 70 % добываемой в стране нефти (потенциально до 7 миллионов баррелей в день), экспортируемой Саудовской Аравией и потому представляет интерес для противников королевства. Исследования указывали на Абкайк как слабое звено инфраструктуры уже с начала 2010-х годов. Аль-Кайда предприняла неуспешную попытку атаки 24 февраля 2006 года с применением джихад-мобилей.
14 сентября 2019 года хуситы успешно применили против завода дроны, вызвав пожар и приостановку производства.